# The Oakdale Affair
The Oakdale Affair è un film muto del 1919 diretto da Oscar Apfel. La sceneggiatura di Wallace C. Clifton si basa sull'omonimo romanzo di Edgar Rice Burroughs pubblicato sul Blue Book Magazine nel marzo 1918. Prodotto e distribuito dalla World Film, il film aveva come interpreti Evelyn Greeley, Eric Mayne, Maude Turner Gordon, Reginald Denny, Mona Kingsley.

## Trama
Scappata da casa per sfuggire a un matrimonio combinato voluto dalla matrigna, Gail Prim, vestita da ragazzo e con i soldi che ha rubato dalla cassaforte del padre, mentre cerca un ricovero per la notte, va a finire nel covo di una banda di ladri. Per passarla liscia, si fa passare per Oskaloosa Kid, un criminale ricercato. Ma poi deve filarsela alla svelta quando i malviventi scoprono il bottino che si porta dietro. Intanto, il vero Oskaloosa Kid dopo avere ucciso Reginald Paynter, lascia sulla strada la giovane Nettie Penning. La ragazza viene trovata e soccorsa da Gail e da Arthur, un vagabondo di cui Gail è diventata amica. I tre incontrano poi Gioja, una zingara, e il suo orso. Nettie, però, finisce nelle mani della banda, che richiede una grossa ricompensa per il suo riscatto. Quando viene restituita a suo padre, la polizia, che sta indagando sulla scomparsa di Gail, arresta Arthur e la stessa Gail (sempre travestita) per il suo supposto assassinio. Pur se lei cerca di difendersi, la folla inferocita tenta di linciarla. Sarà l'intervento di suo padre a salvarla, confermandone l'identità. Gail, rientrata in seno alla famiglia, scopre che Arthur, il suo compagno di avventure di cui ormai si è innamorata, è uno scrittore che si è finto vagabondo in cerca di stimoli e atmosfere per i suoi romanzi.

## Produzione
Il film, prodotto dalla World Film, venne girato a Fort Lee, New Jersey.

## Distribuzione
Il copyright del film, richiesto dalla World Film Corp., fu registrato il 24 settembre 1919 con il numero LU14295.

Distribuito dalla World Film, il film uscì nelle sale statunitensi il 5 ottobre 1919.
Non si conoscono copie ancora esistenti della pellicola che viene considerata presumibilmente perduta.